# Guadalupe (Càceres)
Guadalupe (en extremeny: Guadalupi) és un municipi de la província de Càceres, a la comunitat autònoma d'Extremadura (Espanya).